# Mackenzie Lintz
Mackenzie Lintz (Nueva York, 22 de noviembre de 1996) es una actriz de cine y televisión estadounidense. Es conocida por su trabajo en Under the Dome, donde interpreta a Norrie Calvert-Hill.

## Biografía

### Familia
Mackenzie Lintz viene de una familia de actores como su madre, Kelly Lintz que es una actriz y sus hermanos Matthew Lintz, Macsen Lintz y Madison Lintz quienes aparecen en The Walking Dead.

### 2010-2012: Primeras audiciones
Mackenzie hizo su primera audición para el papel de Mattie Ross en el remake de Valor de ley de los hermanos Coen, pero no fue seleccionada. Más tarde apareció en un episodio de Drop Dead Diva interpretando al papel de Pamela Bovitz.
A finales del año 2011, fue elegida para un pequeño papel en la película de Los juegos del hambre, en la cual su personaje era la chica del Distrito 8 donde su personaje acabó muerta por sus rivales.

### 2013-presente: Under the Dome
En mayo de 2013, hizo una prueba para un papel de la serie adaptada de la novela de Stephen King, Under the dome y en la cual su creador es Steven Spielberg donde consiguió el papel de Elinore "Norrie" Calvert-Hill.
Su papel es el de Norrie Calvert que en la serie es la hija de dos mujeres homosexuales llamadas Alice Calvert y Carolyn Hill (madre postiza) y desde que quedaron accidentalmente encerradas dentro de la cúpula empieza a tener conexiones con la cúpula y conoce a Joe McAlister. Participa en la primera temporada, apareciendo en los 13 capítulos como participación especial. En la segunda temporada pasa al elenco principal.

## Filmografía
| Año       | Título           | Papel                           | Notas                                                                      |
| --------- | ---------------- | ------------------------------- | -------------------------------------------------------------------------- |
| 2011      | Drop Dead Diva   | Pamela Bovitz                   | Serie de televisión Episodio: "Closure"                                    |
| 2012      | The Hunger Games | Tributo Femenino del Distrito 8 | Película Papel menor                                                       |
| 2013-2015 | Under the Dome   | Elinore "Norrie" Calvert-Hill   | Serie de televisión Papel recurrente (temp. 1) Papel principal (temp. 2-3) |
| 2018      | Love, Simon      | Taylor                          | Película Papel menor                                                       |
| 2019      | Flying Cars      | Rachel                          | ¿?                                                                         |